# José Vespasien
Pour les articles homonymes, voir Vespasien (homonymie).
José Vespasien, né le 1er avril 1976 à Villeurbanne, est un joueur de basket-ball professionnel français. Il mesure 2,02 m.

## Clubs
- 1993-1996 :  Jet Lyon (Pro A) espoir
- 1996-2000 :  Angers (Pro B)
- 2000-2001 :  Chalon-sur-Saône (Pro A)
- 2001-2003 :  Dijon (Pro A)
- 2003-2004 :  Beauvais (Pro B)
- 2004-2006 :  Levallois (Nationale 1 puis Pro B)

## Palmarès
- Finaliste de la Coupe Saporta en 2001